# Arichanna exsoletaria
Arichanna exsoletaria là một loài bướm đêm trong họ Geometridae.